# Discopus spectabilis
Discopus spectabilis är en skalbaggsart som först beskrevs av Bates 1861.  Discopus spectabilis ingår i släktet Discopus och familjen långhorningar. Inga underarter finns listade i Catalogue of Life.